# Dmitrij Alexandrovič Bilenkin
Dmitrij Alexandrovič Bilenkin (rusky Дмитрий Александрович Биленкин), (21. září 1933, Moskva – 28. července 1987, tamtéž) byl ruský sovětský spisovatel vědeckofantastické literatury.

## Život
Vystudoval geochemii na geologické fakultě Lomonosovovy univerzity v Moskvě a jako geochemik se zúčastnil expedicí do pouště Kyzylkum, do Střední Asie, Zabajkalska a na Sibiř. Sci-fi psal od roku 1958, kdy debutoval povídkou Откуда он (Odkud je?') v časopise Техники молодежи (Technika mládeži). Od roku 1959 pracoval v redakci novin Комсомольская правда (Komsomolskaja pravda) a později v časopise Вокруг света (Okolo světa). Členem svazu sovětských spisovatelů byl od roku 1975, členem Komunistické strany Sovětského svazu od roku 1963.
Vynikal originalitou nápadů a jeho díla mají etický charakter. Náměty čerpal z oblasti techniky budoucnosti a kosmických letů. Jeho díla byla přeložena do češtiny, angličtiny, němčiny, polštiny, francouzštiny, vietnamštiny a japonštiny.

## Dílo
- Марсианский прибой (1967, Marsovský příboj), sbírka povídek.
- Ночь контрабандой (1971, Pašerácká noc), sbírka povídek.
- Проверка на разумность (1974, Zkouška rozumu), sbírka povídek.
- Снега Олимпа (1980, Sněhy Olympu), sbírka povídek.
- Пустыня жизни (1983, Poušť života), román.
- Лицо в толпе (1985, Tvář v davu), sbírka povídek.
- Сила сильных (1986,Síla silných), sbírka povídek.
- Приключения Полынова (1987, Polinovova dobrodružství), sbírka povídek.
- Космический бог (2002, Kosmický bůh), první svazek dvoudílného vydání autorových próz.
- Пустыня жизни (2002, Poušť života), druhý svazek dvoudílného vydání autorových próz.

## Česká vydání

### Knihy
- Hodina relativity, Lidové nakladatelství, Praha 1989, vybral a přeložil Vlado Ríša. Kniha obsahuje povídky Hodina relativity (1967, Урок относительности), Výjimka z pravidel (1976, Исключение из правил), Příhoda na Omě (1971, Случай на Оме), Kosmický bůh (1967, Космический бог), Odcházejícím se musí odpouštět (1983, Уходящих – прости), IQ test (1972, Проверка на разумность), Tady žijí drátkovci (1981, Здесь водятся проволоки), Nebuďte mystikem (1980, Не будьте мистиком!), Hlas v chrámu (1971, Голос в храме) a Když se zkříží cesty (1973, Пересечение пути).

### Povídky
- Poslední pustina (1962, Последняя пустыня), vyšlo v časopise ABC, ročník 7. (1963), číslo 4.
- Zkouška rozumu (1972, Проверка на разумность), vyšlo v časopise Interpress 1973, číslo 4 a 1986, číslo 6, a v časopise Pionýr 1979, číslo 12.
- Hvězdné akvárium (1974, Звездный аквариум), vyšlo v časopise Interpress Magazin 1975, číslo 4.
- Smyčka času (1967, Сберкасса Времени), vyšlo v magazínu Čtení 1976, číslo 4.
- První úkol (1972, Ученик чародеев), vyšlo v magazínu Čtení 1976, číslo 8, a ve fanzinu ve fanzinu SF 1989/2-34,a pod názvem Způsob myšlení v asopise Zápisník, ročník 1983, číslo 22.
- Setkání (1972, Встреча), vyšlo v magazínu Čtení 1976, číslo 11.
- Na prašné stezce (1966, На пыльной тропинке), vyšlo v časopise Ahoj na sobotu, 1976, číslo 12.
- Síla života (1970, Давление жизни), vyšlo v antologii Princip nepravděpodobnosti, Lidové nakladatelství, Praha 1977, přeložil Ivo Král, a pod názvem Tlak života v antologii Stvořitelé nových světů, Albatros, Praha 1980 a Artservis, Praha 1990, přeložil Ivo Železný.
- Mráz na Transplutu (1971, Холод на Трансплутоне), vyšlo v antologii Princip nepravděpodobnosti, Lidové nakladatelství, Praha 1977, přeložil Ivo Král, a pod názvem Chlad na Transplutonu v antologii Stroj času, Melantrich Praha 1986, přeložila Zdeňka Psůtková.
- Princip nepravděpodobnosti (1973, Принцип неопределенности), vyšlo v antologii Princip nepravděpodobnosti, Lidové nakladatelství, Praha 1977, přeložil Ivo Král.
- Neodvratný osud (1974, Неумолимый перст судьбы), vyšlo v magazínu Čtení 1978, číslo 1.
- Cizí oči (1971, Чужие глаза), vyšlo v magazínu Čtení 1979, číslo 8.
- Marsovský příboj (1966, Марсианский прибой), vyšlo v antologii Výprodej kosmických snů, Lidové nakladatelství, Praha 1979, přeložil Ivo Král
- Proč? (1966, Зачем?), vyšlo v deníku deník Mladá fronta 21. 7. 1979
- Břemeno člověka (1980, Бремя человеческое), vyšlo v magazínu Sovětská literatura 1980, číslo 12, a pod názvem Lidské břímě v antologii Hledání budoucího času, Práce, Praha 1985, přeložil Josef Týč.
- Strž nad Řekou štěstí (1978, И все такое прочее), vyšlo v časopise Sedmička pionýrů, 1980, číslo 34.
- Závada (1971, Сломался эскудер), vyšlo v časopise vyšlo v časopise Sedmička pionýrů, 1981, číslo 21, a pod názvem Poškozený escuder v antologii Tady končí každý špás, Lidové nakladatelství, Praha 1982, přeložil Ivo Král.
- Stvořen k létání (1980, Cоздан, чтобы летать), vyšlo v časopise Sedmička pionýrů, 1981, číslo 26, v antologii Robot a spol., Lidové nakladatelství, Praha 1986 a v antologii Stroj času, Melantrich Praha 1986, přeložila Zdeňka Psůtková.
- Stín dokonalosti (1985, Тень совершенства), vyšlo v časopise Interpress Magazin 1982, výběr.
- Co nikdy nebylo (1971, То, чего не былоú), vyšlo v časopise Zápisník, ročník 1983, číslo 11, přeložil Josef Týč.
- Záleží na hledisku (1980, Точка зрения), vyšlo ve fanzinu SF 1983/4.
- Tukinův čas (1980, Время Тукинa), vyšlo v revue Světová literatura, 1984, číslo 1.
- Musím létat (1974, Цель — летать!), vyšlo v magazínu Sovětská literatura 1984, číslo 2.
- Operace svědomí (1969, Операция на совести), vyšlo v antologii Skleněné město, Mladá fronta, Praha 1985, přeložil Josef Týč.
- Člověk, který byl přítomen (1971, Человек, который присутствовал), vyšlo v antologii Chlapík z pekla, Albatros, Praha 1986, přeložila Miroslava Genčiová.
- Věčné světlo (1978, Вечный свет), vyšlo v antologii Stanice u Moře dešťů, Albatros, Praha 1986, přeložil Miroslav Moravec.
- Potíže s jedním dárkem (1980, Проблема подарка), vyšlo v časopise Sedmička pionýrů, 1986, číslo 42, přeložil Josef Týč.
- Doba proměnlivých tváří (1985, Время сменяющихся лиц), vyšlo v časopise Sedmička pionýrů, 1986, číslo 45/46.
- Člověk? Existuje to vůbec? (1985, Существует ли человек?), vyšlo v deníku Svobodné slovo 15. 11. 1986.
- Síla silných (1985, Сила сильных), vyšlo v magazínu Sovětská literatura 1986/12, přeložil Milan Dvořák.
- Host z prostoru (1960, Гость из времени), vyšlo v časopise Interpress, ročenka 1987.
- Volání genů (1974, Кем ты станешь?), vyšlo v magazínu Čtení 1988, číslo 11.
- Víkend (1988, Уик-энд), vyšlo v magazínu Čtení 1989, číslo 10.